# 흥평부수
흥평부수 이영(興平副守 李瀛, 1652년 ∼ 1714년)은 조선중기의 왕족으로 덕흥대원군의 증손이며, 종실 진양군 이담령(珍陽君 李聃齡)의 4남이다.

## 생애
조선중기의 왕족으로 본관 전주, 휘는 영(瀛)이다. 덕흥대원군의 증손이며, 선조의 백형 하원군의 손자이다. 아버지는 종실 진양군 이담령(珍陽君 李聃齡)이며, 어머니는 양녀(良女) 예현(禮賢)이다.
부인은 현감(縣監) 강릉인 김진한(金振漢)의 딸로 온인 강릉김씨(溫人 江陵金氏)이다.
진양군의 4남으로 임진(壬辰) 1652년(효종 3) 탄생하여 흥평부수(興平副守)에 봉작받았다.
1669년(현종 10) 2월 3일 사은(謝恩) 받았으며, 1676년(숙종 2) 3월 10일 종실(宗室)의 전강(殿講)에 참여하여 숙마 1필(熟馬一匹)을 시상(施賞) 받았다.
1677년(숙종 3) 2월 14일 종신으로 주강(晝講)에 참여하였으며, 1680년(숙종 6) 3월 5일 종부시(宗簿寺)에서 종반(宗班)으로 공회(公會)에 3번 진참자(進參者)라 하여 추고할 것을 청하였고, 1696년(숙종 22) 10월 14일 종묘 친제 때 불참하였다고 파직하라고 현고하여 파직되었다가 이해 12월 2일 서용(敍用)되었다.
1710년(숙종 36) 3월 26일 종친부에서 파직하라고 현고하여 다시 파직되었다가 이해 6월 1일 다시 서용되었다.
갑오(甲午) 1714년(숙종 40) 10월 12일 향년 63세로 별세하여 인천광역시 중림역 임좌로 예장하였다.

## 가족관계
- 아버지 : 진양군 이담령(珍陽君 李聃齡)
- 어머니(계모) : 현부인 평산신씨(縣夫人 平山申氏, 1598년 - 1666년), 평산인(平山人) 신업(申砐)의 딸.
- 어머니(생모) : 양녀(良女) 예현(禮賢)
- 부인 : 온인 강릉김씨(溫人 江陵金氏), 현감(縣監) 강릉인 김진한(金振漢)의 딸.
  - 장남 : 이시욱(李時郁), 중부(仲父) 승평도정 이윤(昇平都正 李潤)에게 출계.
  - 2남 : 이시정(李時鼎)
  - 3남 : 이시득(李時得)
  - 장녀 : 양천인 허숙(許俶)에게 출가.
  - 2녀 : 성극(成極)에게 출가.
  - 3녀 : 장령 이선태(李善泰)에게 출가.